# O型主系列星
O型主系列星 (Oがたしゅけいれつせい、英: O-type main-sequence star) は、スペクトル型がO、光度階級がVの、核で水素の核融合反応を起こしている主系列星である。太陽の15倍から90倍の質量を持ち、表面温度は 30,000 K から 52,000 K の間である。太陽の4万倍から100万倍もの光度を持つ。オリオン座σ星やとかげ座10番星、VFTS 352 などがこの型に分類される。

## 特性
O型主系列星は非常に希少な天体である。数千億個の恒星からなる銀河系全体でも存在個数が2万個を超えないと推定されており、全恒星の1000万個に1個程度の割合でしか存在しない。O型主系列星の質量は15から90太陽質量の範囲と重く、有効温度は 30000 K から 52000 K の間で非常に高温である。また光度は太陽光度の4万倍から100万倍と非常に明るい。半径はそこまで大きな値ではなく、10太陽半径程度の値を取る。絶対等級は、太陽の3400倍の -4 等級から18000倍の -5.8 等級までの間の値となる。
具体例としては、例えば非常に高温なO3V星の標準星の場合、有効温度はおよそ 44600 K、光度は太陽の68万倍、質量と半径はそれぞれ58.3太陽質量と13.8太陽半径となる。同様に比較的低温なO9.5V星では、有効温度は 30500 K、光度は太陽の42万倍、質量と半径はそれぞれ16.5太陽質量と7.4太陽半径となる。
O型星は非常に若く、数百万年よりも年老いたものは存在しない。また銀河系内では金属量が多く、太陽の2倍程度の金属量を示す。大マゼラン雲中に見られる金属量が少ないO型主系列星は著しく高い温度を持っている。この明確な原因は恒星からの質量損失が少ないことである。O型星の中でも最も明るい部類の恒星は、1年で太陽質量の100万分の1よりも多い量の質量を放出しているが、暗い恒星では質量放出率は低くなる。O型星から吹き出す恒星風の終端速度はおよそ 2000 km/s である。
O2型のスペクトルを持つような高温で大質量の恒星は、主系列を経ず、青色巨星や青色超巨星として誕生し、150万年以内にWN型のウォルフ・ライエ星へと進化するものと考えられている。

## スペクトル標準星

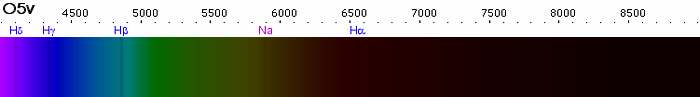
O5V型星のスペクトル

O型主系列星のMK分類を定義付ける標準星として20世紀前半から変わらず用いられ続けているものに、いっかくじゅう座S星 (O7V) ととかげ座10番星 (O9V) がある。
1943年以降のヤーキス天文台の天文学者によってまとめられたMKK分類では、O5からO9までのO型の標準星がリストアップされたが、O9型のものだけは光度階級によって標準星が分割されていた。MKK分類でのO9Vの標準星とされた2つの恒星は、オリオン座ι星ととかげ座10番星であった。1953年のハロルド・レスター・ジョンソンとウィリアム・ウィルソン・モーガンによる改定された標準星(MK分類)では、O5からO8までは変更はなく、O9Vの標準星として5つの恒星 (HD 46202、HD 52266、HD 57682、ケフェウス座14番星、とかげ座10番星) と、O9.5Vの標準星として3つの恒星 (ぎょしゃ座AE星、オリオン座σ星、へびつかい座ζ星) が追加された。1973年のモーガンとキーナン (Philip Childs Keenan) によるスペクトル分類における重要な再検討においては、MK分類の改定としてO4からO7までの標準星がリストアップされたが、ふたたび光度階級による標準星の分割は行われなかった。この論文ではO9Vの標準星としてとかげ座10番星が、O9.5Vにはオリオン座σ星がリストアップされた。
O型星のうち、O5よりも早期の分類は1970年代までは標準星を用いて定義されていなかった。1978年のモーガンらによるスペクトルの分類では、いくつかのO型主系列星(光度階級がVのもの)の定義がリストアップされた。それらは、HD 46223 (O4V)、HD 46150 (O5V)、HD 199579 (O6V)、HD 47839 (O7V)、HD 46149 (O8V)、HD 46202 (O9V) である。1990年には、OB型星に対する初めてのデジタル式のスペクトル分類が与えられ、その中にはO3Vの主系列星の標準星 (HDE 303308) も含まれていた。O2の分類は2002年に定義され、O2Vの標準星として BI 253 が用いられた (この恒星の実際のスペクトル型は "O2 V((f*))" である)。その際に、O4Vの標準星が HDE 303308 によって再定義され、O3Vの標準星として HD 64568 と LH 10-3058 が新たにリストアップされた。

## 主なO型主系列星
- はえ座θ星 - 肉眼で見えるウォルフ・ライエ星であるが三重星系であり、可視光線の大部分は伴星であるO型主系列星とOB型の超巨星が生み出している。
- いて座9番星（英語版） - O3.5とO5-5.5の主系列星からなる分光連星であり、干潟星雲にある中で最も明るい恒星である。
- はと座ミュー星 - O9.5型主系列星で、肉眼で見える数少ないO型星である。
- オリオン座θ1星C（英語版） - オリオン大星雲のトラペジウム星団で最も明るい恒星であり、暗い分光連星を伴ったO6主系列星である。
- へびつかい座ζ星 - 実視等級が3等のO9.5型の恒星。ただし主系列星とされる場合もあるが、2014年の研究では光度階級が IV の準巨星に分類されている。

## 惑星系
O型星を含む非常に高温な恒星では、太陽系外惑星の発見報告は極めて少ない。これは重く高温な恒星ほど数が少なく、また惑星を探査するための観測が行いづらいことによる観測バイアスの影響が大きい。また大質量の恒星は進化が速く、その周囲で惑星が形成されるかどうかの理論的・観測的な研究も進んでいない。
2017年時点では、トランジットをする系外惑星はA型星の周りでも6個しか知られておらず、さらに高温なO型星、B型星周りでのトランジット惑星の発見報告は一つも存在しなかった。NASA による系外惑星のデータベースであるNASA Exoplanet Archive のデータでは、2020年2月の時点でB型星周りの系外惑星は8個が掲載されており、主に直接撮像や惑星による中心星の光度変化から発見されている。しかしO型星まわりの系外惑星は発見報告が存在しない。